# Günther Lütjens
Günther Lütjens (25. května 1889 – 27. května 1941) byl německý admirál, který sloužil ve dvou světových válkách. Jeho jméno je spjato s bitevní lodí Bismarck. Na této lodi přišel o život.

## Život
Narodil se v roce 1889, do německého námořnictva vstoupil v roce 1907. Byl považován za pečlivého a inteligentního kadeta, díky čemuž povýšil a před vypuknutím první světové války se stal důstojníkem u flotily torpédových lodí. Během první světové války operoval v Severním moři a Lamanšském průlivu. Za celou válku se zúčastnil několika bojových akcí proti Britskému královskému námořnictvu. Následně byl vyznamenán Železným křížem prvního a druhého stupně.
Po první světové válce zůstal u námořnictva, které se s koncem císařství transformovalo na Reichsmarine. V roce 1925 se stal velícím důstojníkem. V době Výmarské republiky získal reputaci excelentního velitele. Se změnou režimu po roce 1933 pokračoval nadále u námořnictva, tentokrát se ovšem jednalo o Kriegsmarine. Později, v roce 1937, byl povýšen na kontradmirála.
Na začátku druhé světové války operoval v Severním moři. Za svou službu byl v roce 1940 povýšen na viceadmirála. V dubnu 1940 měl dočasnou kontrolu nad hladinovým loďstvem během operace Weserübung (invaze do Dánska a Norska). Následně byl vyznamenán rytířským křížem Železného kříže. Později se věnoval přípravám na invazi do Anglie, též známou pod názvem operace Seelöwe, která se nakonec neuskutečnila. Na začátku roku 1941 vedl skupinu bitevních lodí Scharnhorst a Gneisenau v Atlantiku. Cílem této skupiny byly obchodní lodě Spojenců. Akce samotná byla úspěšná.
V květnu 1941 měl pokračovat v útocích na spojenecké konvoje v Atlantiku (operace Rheinübung). Tentokrát mu byl přidělen těžký křižník Prinz Eugen a bitevní loď Bismarck. Původně se mělo jednat o skupinu čtyř bitevních lodí (Gneisenau, Scharnhorst, Bismarck, Tirpitz), nicméně zbývající lodě nebyly připraveny pro tento bojový úkol, a to z různých důvodů (opravy, nedokončený výcvik). Obě lodě byly brzy zpozorovány spojeneckým letectvem, následně se staly cílem pronásledujících lodí. Po krátké bitvě byl potopen britský bitevní křižník HMS Hood, nicméně následující pronásledování lodě Bismarck skončil jejím potopením.

## Vyznamenání
- Železný kříž, I. třída
- Železný kříž, II. třída
- Královský hohenzollernský domácí řád , s meči
- Kříž Friedricha-Augusta, II. a I. třída
- Řád zähringenského lva, II. třída - rytířský kříž
- Hamburský hanzovní kříž
- Kříž cti
- |  |  |  Služební vyznamenání Wehrmachtu, IV. až I. třída
- Ungarische Verdienstkreuz, velitelský kříž z hvězdou
- Medaile na památku návratu Memelu[1]
- Sudetská pamětní medaile
- Železný kříž, spona k Železnému kříži 1914, II. třídy (04. 09. 1939)
- Železný kříž, spona k Železnému kříži 1914, I. třídy (25. 10. 1939)
- Odznak za zranění , černý (1939)
- Rytířský kříž Železného kříže (14. 06. 1940)
- Válečný odznak torpédoborce[2]
- Válečný námořní odznak[3]
- Byl zmíněn třikrát v Wehrmachtbericht (22. březen 1941, 25. květen 1941 a 28. květen 1941)

údaje použity z: anglická Wikipedie-Günther Lütjens